# スター・ウォーズ バトルフロント (2015)
『Star Wars バトルフロント』（Star Wars Battlefront）は、エレクトロニック・アーツより2015年11月にPlayStation 4（PS4）、Xbox One、パソコンで発売されたコンピュータゲーム。『スター・ウォーズ バトルフロント』シリーズの第3作目。

## 概要
スター・ウォーズシリーズ世界を舞台に、兵士として戦うアクション・シューティングゲーム『スター・ウォーズ バトルフロント』シリーズの作品。視点は主観視点と三人称視点を切り替えることが可能。
2004年にPlayStation 2、Xboxで発売された第1作目『スター・ウォーズ バトルフロント』、2005年にPS2、PlayStation Portableで発売された第2作目『スター・ウォーズ バトルフロントII』に続くシリーズ3作目。正式発表前は周辺メディアでは『バトルフロント3』と仮に呼ばれていたが、2014年6月に発売元のエレクトロニック・アーツによって1作目と同じ題名で発表された。
前作はエピソード1からエピソード6までの内容を網羅したものだったが、本作では初期三部作（『スター・ウォーズ エピソード4/新たなる希望』、『エピソード5/帝国の逆襲』、『エピソード6/ジェダイの帰還』）に集中したものになる。
シリーズ初のPS4、Xbox One用タイトルとなり、グラフィックはより緻密になる。画面分割によるオフラインの協力プレイのほか、オンラインでのマルチプレイにも対応しこの場合は最大40人での同時プレイが可能になる。

## 販売形態
いくつかの販売形態を取る。
- 『スター・ウォーズ バトルフロント』（BD-ROM版）
- 『スター・ウォーズ バトルフロント』（ダウンロード版）
- 『スター・ウォーズ バトルフロント デラックスエディション』（ダウンロード版）

PS4版のみの発売形態。
- 『デュアルショック4 ダースベーダーエディション スター・ウォーズ バトルフロント デラックスエディション パック』（ダウンロード版のシリアルコード同梱）
- 『スター・ウォーズ バトルフロント Ultimate Edition』(BD-ROM版、ダウンロード版)

## 開発
開発はバトルフィールドシリーズなどのシューティングゲームを手掛けたEA Digital Illusions CE（DICE）。ルーカスフィルムの全面協力により、実際に映画で使われた小道具をスキャンしたり、実際に映画のロケ地にスタッフがロケハンを行い、スター・ウォーズの世界の再現に取り組んだ。

## ビークル
マップ上に配置されている乗り物に乗ることも可能となっている。本作ではスノースピーダー、スピーダーバイク、Xウイング、Yウイング、TIEファイター、AT-AT、ミレニアム・ファルコンなどに乗って戦うことも可能。
以前のバトルフロントシリーズのビークルはバトルフィールド等と同じくマップ上に「乗り物そのものが置いてある」状態で乗り降り自由であったが、本作ではビークルの「アイコンだけがマップ上に出現」し、アイコンに触れることで出撃したビークルに乗り込むという方式に変更された。そのため使われていない無人のビークルは一部（スピーダーバイク）を除いて出現しない。

## マルチプレイヤーモード
オンライン対戦で、大規模な40人対戦から8人用モードまで用意されている。
ウォーカー・アサルト
大規模な40人対戦。反乱同盟軍となってYウイング・ボマーを呼び出しAT-ATの進撃を止めるか、帝国軍となってAT-ATを守り、反乱同盟軍の基地を壊滅させると勝利。陣営を選んで戦うことが可能。
ドロップ・ゾーン
帝国軍と反乱同盟軍の10対10の戦い。マップ内に出現するドロップポッドを一定時間占領すると占拠した側にポイントが手に入り、ポッドの周辺にピックアップ装備が出現する。制限時間内に多くのポッドを確保した方が勝利。
ブラスト
帝国軍と反乱同盟軍の10対10の戦い。先に100キルを挙げるか、10分間の制限時間終了時に優勢に立っている側が勝利する。
このほかにもスプレマシー、ファイター・スコードロン、ドロップ・ゾーン、カーゴ、ヒーローvs.ヴィランなどのモードがあり、今後さらなる情報の公開が予定されている。

## ミッションモード
サバイバル
反乱同盟軍となり、次々と押し寄せる帝国軍のウェーブと戦ってその進撃を食い止めることが目的。現れる敵はAT-ST、TIEファイター、エリート・ストームトルーパーなどさまざま。惑星ごとに異なるサバイバルを体験できる。
このほかにもバトル、ヒーローバトル、トライアルなどのモードがあり、今後さらなる情報の公開が予定されている。

## マップ
本作品でプレイ可能な惑星は以下の通りである。
- タトゥイーン
- ホス
- エンドア
- サラスト
- ジャクー
- アウター・リム（有料DLC）

こちらはタトゥイーンのジャバの宮殿とサラストのソロ・スーブ社の工場が含まれる。
- ベスピン（有料DLC）
- デス・スター（有料DLC）
- スカリフ（有料DLC）

## 評価
週刊ファミ通のクロスレビューでは8、8、8、9の合計33点（40点満点）でゴールド殿堂入りした。小学生の頃に『スター・ウォーズ』を見たという毛利永世名人は、シングルプレイモードが少ないことを不満に挙げつつも、他のゲームでは味わえない体験を味わえる傑作としている。